# 蘇婉玲
蘇婉玲，JP，香港公務員，現任中華人民共和國香港特別行政區駐世界貿易組織常設代表，曾任香港駐倫敦經濟貿易辦事處處長及九龍城民政事務專員。

## 早年生活
蘇婉玲畢業於香港中文大學新亞書院，並於1985年取得英文系文学士及於1993年取得翻譯及傳譯學文學碩士。

## 公務員生涯
蘇婉玲在1996年加入香港政府政務職系。她曾任職於懲教署、政制事務局、前財經事務局、行政長官辦公室、香港駐華盛頓經濟貿易辦事處及經濟發展及勞工局；她在2000年代中曾於旅遊事務署擔任旅遊事務助理專員，其後出任運輸及房屋局首席助理秘書長。她在2008年8月26日接替王天予出任九龍城民政事務專員，至2012年4月1日卸任並由徐耀良接替。她隨後汲赴美国的史丹福大學進修管理學硕士。
蘇其後曾擔任工業貿易署副署長，任內統籌香港參與世界贸易组织和亚太经济合作组织等多邊及區域貿易論壇，並曾擔任自由貿易協定談判的首席代表和駐世貿組織代表團團員。他在副署長任內升任首長級乙級政務官，並再度獲委任為官守太平紳士。她在2019年9月30日接替杜潔麗出任香港駐倫敦經濟貿易辦事處處長，至2021年8月24日後由羅莘桉接任。
返港後，蘇自2021年10月起出任司法機構副政務長，主管策劃及發展部，並於2023年4月晉升為首長級乙一級政務官。她及後再獲外派，於2023年9月6日起接替退休的羅志康出任香港駐世界貿易組織常設代表。

## 外部連結
- 蘇婉玲的個人官方領英頁面

| 政府职务      | 政府职务                                                  | 政府职务      |
| ------------- | --------------------------------------------------------- | ------------- |
| 前任： 王天予 | 九龍城民政事務專員 2008年5月26日－2012年4月1日            | 繼任： 徐耀良 |
| 前任： 杜潔麗 | 香港駐倫敦經濟貿易辦事處處長 2019年9月30日－2021年8月24日 | 繼任： 羅莘桉 |
| 前任： 羅志康 | 香港駐世界貿易組織常設代表 2023年9月6日－                 | 現任          |